# La noche en 24 horas
La noche en Canal 24 horas es un programa de televisión informativo de España, emitido en horario nocturno desde el 20 de octubre de 2008 en el Canal 24 horas de Televisión Española.

## Formato
El programa comienza con la entrevista al invitado del día por parte del presentador y los tertulianos, y acto seguido el programa analiza los diversos temas de actualidad.
Durante la emisión del programa se conecta con la redacción de informativos, para ver los temas que son noticia. 
El programa finaliza con el repaso de la prensa nacional del día siguiente.

## Historia
El programa nace en otoño de 2008 en el contexto de la renovación del Canal 24 horas por el entonces recién nombrado director de la cadena, Juan Pedro Valentín. 
El primer presentador del programa fue el periodista Vicente Vallés. 
En septiembre de 2011, tras su marcha a Antena 3 Television para presentar Antena 3 Noticias 1, fue remplazado por el periodista Xabier Fortes. Durante esta etapa, Raquel Martínez profundizaba en la exposición de las noticias más destacadas. 
Fortes solo se mantuvo una temporada al frente del programa, ya que tras la designación de Julio Somoano como director de los Servicios Informativos de TVE fue relevado de su puesto en agosto de 2012.
Su puesto fue ocupado por Ana Ibáñez.
Sin embargo, su etapa como presentadora de este programa también fue breve, ya que tras finalizar la temporada el 18 de julio de 2013, se anunció que sería sustituida al frente del programa por el periodista y director del Canal 24 horas, Sergio Martín.
En agosto de 2016, Sergio Martín abandona el programa, ya que a partir del 5 de septiembre de 2016 se convierte en el nuevo presentador y director de Los desayunos de TVE en sustitución de María Casado.
Víctor Arribas, tertuliano del programa, le sustituye desde el 5 de septiembre de 2016 como presentador y director, mientras que la copresentadora es Lara Siscar.
En septiembre de 2017, Lara Siscar abandona la copresentación del programa para pasar a presentar el matinal de fin de semana del canal con Mercedes Martel. Su vacante no es cubierta por ningún periodista.
En septiembre de 2018, Marc Sala sustituye a Víctor Arribas con José Luis Agudo en la dirección durante esa temporada y a la siguiente, Sala asume también la dirección.
En septiembre de 2020, Xabier Fortes se hace cargo de la dirección y presentación del programa, 8 años después.

## Tertulianos

### Actuales
- Ainhoa Martínez Hoyos (La Razón)
- Alejandro Requeijo (El Confidencial)
- Alejandra Clements (La Razón)
- Antón Losada (Periodista)
- Antonio Papell (Analitycs)
- Arsenio Escolar (ElDiario.es)
- Carlos E. Cué (El País)
- Carmelo Encinas (20 Minutos)
- Chema Crespo (Público)
- Cristina de la Hoz (El Independiente)
- David Jiménez (Periodista)
- Elsa García de Blas (El País)
- Enric Juliana (La Vanguardia)
- Estefanía Molina (Periodista y Politóloga)
- Esther Palomera (ElDiario.es)
- Esther Vera (Ara)
- Fernando Jáuregui (Analista político)
- Gerardo Lorenzo (Analista político)
- Inmaculada Sánchez (El Siglo)
- Isabel Morillo (El Correo De Andalucía)
- Isaías Lafuente (Cadena SER)
- Javier Casqueiro (El País)
- Javier García Vila (Europa Press)
- Jesús Maraña (Infolibre)
- José María Brunet (El País)
- José María Olmo (El Confidencial)
- Juan Cruz (Prensa Ibérica)
- Juan Fernández-Miranda (El Confidencial)
- Juanma Lamet (El Mundo)
- Juanma Romero (El Independiente)
- Julio César Herrero (Analista político)
- Lola García (La Vanguardia)
- Lourdes Pérez (Colpisa)
- Lucía Méndez (El Mundo)
- María Peral (El Español)
- Marisa Cruz (El Mundo)
- Marta García Aller (El Confidencial)
- Marta Nebot (Público)
- May Mariño (El Periódico de España)
- Mayte Alcaraz (Analista política)
- Nativel Preciado (Analista política)
- Pablo Montesinos (Artículo 14)
- Paloma Esteban (ABC)
- Pedro G. Cuartango (ABC)
- Pedro J. Ramírez (El Español)
- Raquel Ejerique (ElDiario.es)

### Anteriores
- Aitor Riveiro (ElDiario.es)
- Alfonso Rojo (Periodista Digital, 2014-2016)
- Anabel Díez (El País, 2008-2012; 2018-??)
- Ana Pardo de Vera (Público)
- Ángel Expósito (COPE, 2008-2014)
- Antonio Arráez (Público)
- Antonio Casado Alonso (analista político)
- Antonio Pérez Henares (Promecal, ¿¿-2018)[9][10]
- Bieito Rubido
- Carmen del Riego (La Vanguardia)
- Carmen Morodo (La Razón)
- Carmen Remírez de Ganuza (El Mundo)
- Carmen Tomás (2016-2018)
- Casimiro García-Abadillo (El Independiente, 2019-??)
- Charo Zarzalejos (Vasco Press, ¿¿-2018)
- Chelo Aparicio (Estrella Digital)
- Consuelo Álvarez de Toledo (Infolatam, 2008-2011)
- Cristina Monge (Politóloga)
- Daniel Basteiro (Infolibre)
- Elsa González (Periodista)
- Esther Jaén (Cuartopoder)
- Eva Orúe (Analista)
- Fermín Bocos (Cadena SER)
- Francisco Rosell (El Mundo)
- Graciano Palomo (2012-2018)[11]
- Ignacio Camacho (ABC)
- Javier Ruiz (Vozpópuli, 2011-2013)
- Jesús Cintora (Cadena SER, 2008-2011)
- José Alejandro Vara (ABC, 2008-2011)
- José Antonio Álvarez Gundín (La Razón)
- José Manuel González Huesa (Servimedia)
- Juande Colmenero (Onda Cero, 2016-2018)
- Juanma Romero (RTVE)
- Justino Sinova (El Mundo)
- Luis Rodríguez Aizpeolea (El País)
- Manuel Cerdán (La Gaceta, ¿¿-2018)
- Manuel Erice (ABC)
- Manuel Marín (ABC)
- Margarita Sáez (¿¿-2012)
- Miguel Ángel Liso (El Periódico)
- Miguel Larrea Zabalegui (ABC)
- Nacho Cardero (El Confidencial)
- Paulino Guerra (Europa Press, ¿¿-2018)
- Pepe Oneto (2015-2018)
- Pilar Cernuda (2012-??)
- Raimundo Castro (El Periódico)
- Ricardo Martín (El País)
- Toni Bolaño (Analista)
- Tonia Etxarri (ABC)
- Víctor Arribas (ABC, 2014-2016)
- Victoria Lafora (Analista)
- Victoria Luna (20 Minutos)

## Audiencias
El programa alcanzó su máxima cuota de pantalla hasta entonces en la emisión del 5 de diciembre de 2014, con una entrevista a Pablo Iglesias Turrión, secretario general de Podemos, en la que alcanzó un 3,1% y 498.000 espectadores, el triple de su audiencia media.
La emisión con mayor cuota de pantalla fue el 5 de octubre de 2017, con un share de 3,6% y 568.000 espectadores. 
El programa logró su mayor audiencia media en la temporada 2024/2025, con un 2,1% de cuota de pantalla y alcazando a 180.000 espectadores.

## Premios
- 2010
  - Premio de la Agrupación de Telespectadores y Radioyentes.[15]
- 2015
  - Antena de Oro: Sergio Martín.[16]